# Кубок Шотландії з футболу 1910—1911
Кубок Шотландії з футболу 1910–1911 — 38-й розіграш кубкового футбольного турніру у Шотландії. Титул всьоме здобув Селтік.

## Перший раунд
| Команда 1                    | Рахунок | Команда 2                |
| ---------------------------- | ------- | ------------------------ |
| 28 січня 1911                |         |                          |
| Абердин (1)                  | 3:0     | Бріхін Сіті (-)          |
| Ейрдріоніанс (1)             | 2:0     | Бонесс (-)               |
| Енбенк (-)                   | 0:5     | Мотервелл (1)            |
| Селтік (1)                   | 2:0     | Сент-Міррен (1)          |
| Данді (1)                    | 2:1     | Гіберніан (1)            |
| Іст Стерлінгшир (2)          | 1:4     | Грінок Мортон (1)        |
| Форфар Атлетік (-)           | 3:0     | Фіфз КОСБ (-)            |
| Ґалстон (-)                  | 8:0     | Лочгеллі Юнайтед (-)     |
| Гарт оф Мідлотіан (1)        | 1:1     | Клайд (1)                |
| Інвернесс Тісл (-)           | 0:1     | Джонстоун (-)            |
| Літ Атлетік (2)              | 2:2     | Фолкерк (1)              |
| Нітсдейл Вондерерс (-)       | 3:1     | Інвернесс Каледоніан (-) |
| Партік Тісл (1)              | 7:2     | Сент-Бернардс (2)        |
| Рейнджерс (1)                | 2:1     | Кілмарнок (1)            |
| Стенлі (-)                   | 1:6     | Квінз Парк (1)           |
| Терд Ланарк (1)              | 0:1     | Гамільтон Академікал (1) |
| 4 лютого 1911 (перегравання) |         |                          |
| Клайд (1)                    | 1:0     | Гарт оф Мідлотіан (1)    |
| Фолкерк (1)                  | 4:1     | Літ Атлетік (2)          |

## Другий раунд
| Команда 1                     | Рахунок | Команда 2                |
| ----------------------------- | ------- | ------------------------ |
| 11 лютого 1911                |         |                          |
| Абердин (1)                   | 1:0     | Ейрдріоніанс (1)         |
| Селтік (1)                    | 1:0     | Ґалстон (-)              |
| Клайд (1)                     | 4:1     | Квінз Парк (1)           |
| Форфар Атлетік (-)            | 2:0     | Фолкерк (1)              |
| Гамільтон Академікал (1)      | 1:1     | Джонстоун (-)            |
| Грінок Мортон (1)             | 0:3     | Рейнджерс (1)            |
| Мотервелл (1)                 | 0:0     | Нітсдейл Вондерерс (-)   |
| Партік Тісл (1)               | 0:3     | Данді (1)                |
| 18 лютого 1911 (перегравання) |         |                          |
| Мотервелл (1)                 | 1:0     | Нітсдейл Вондерерс (-)   |
| 25 лютого 1911 (перегравання) |         |                          |
| Джонстоун (-)                 | 1:3     | Гамільтон Академікал (1) |

## Чвертьфінали
| Команда 1                | Рахунок | Команда 2          |
| ------------------------ | ------- | ------------------ |
| 25 лютого 1911           |         |                    |
| Абердин (1)              | 6:0     | Форфар Атлетік (-) |
| Селтік (1)               | 1:0     | Клайд (1)          |
| Данді (1)                | 2:1     | Рейнджерс (1)      |
| 4 березня 1911           |         |                    |
| Гамільтон Академікал (1) | 2:1     | Мотервелл (1)      |

## Півфінали
| Команда 1                | Рахунок | Команда 2   |
| ------------------------ | ------- | ----------- |
| 11 березня 1911          |         |             |
| Селтік (1)               | 1:0     | Абердин (1) |
| Гамільтон Академікал (1) | 3:2     | Данді (1)   |

## Фінал
| 8 квітня 1911 15:00 (CET) |

| Селтік (1) | 0:0 | Гамільтон Академікал (1) |
| ---------- | --- | ------------------------ |
|            |     |                          |

| Айброкс-Парк, Глазго Глядачів: 45 000 |

### Матч-перегравання
| 15 квітня 1911 15:00 (CET) |

| Селтік (1)   | 2:0 | Гамільтон Академікал (1) |
| ------------ | --- | ------------------------ |
| Квінн Макаті |     |                          |

| Айброкс-Парк, Глазго Глядачів: 25 000 |